# Vita di Alberto Pisani
Vita di Alberto Pisani è un romanzo breve autobiografico del 1870 di Carlo Dossi.

## Trama
Concepito dopo il successo della prima opera del Dossi, L'altrieri. Nero su bianco, la Vita di Alberto Pisani è la prosecuzione del primo racconto che però passa dal tema dell'infanzia a quello ben più complesso dell'adolescenza, un'età che come lo stesso Dossi descrive si trova caratterizzata da inquietudini e da ribellioni oltre che da sogni, aspirazioni, slanci e persino nostalgie.
Ancora una volta l'autore non è direttamente autobiografico nelle sue espressioni, ma è ovvio che il rimando è ancora più forte partendo dal titolo: Alberto Pisani, infatti, sono rispettivamente il secondo nome ed il primo cognome dell'autore che quindi vede nel protagonista una chiara trasposizione di sé e delle proprie vicende. Alberto Pisani è un eccentrico ventenne contraddistinto da una tempra incostante, prigioniero del proprio mondo e nel contempo desideroso di conservarlo e liberarsene. Nel pieno stile del Dossi, la narrazione è piena di inserti letterari secondari che divergono dalla narrazione principale.
Nel libro emerge chiaramente l'amore di Alberto per Claudia, conosciuta a teatro ma già moglie di un certo Salis. I due, consci di non poter coronare il loro sogno d'amore, decidono poco dopo di abbandonarsi vicendevolmente e lo stesso Alberto si ritira a vita appartata a scrivere. Quando però frequenta nuovamente gli amici, scopre di avere delle conoscenze comuni con Claudia che vorrebbe incontrarlo di nuovo. Alberto anche in questo caso non riuscirà a coronare il suo sogno dal momento che la donna morirà di malattia il giorno stesso del loro incontro preventivato. Toccante il finale nel quale Alberto paga il becchino per riesumare il cadavere della giovane per poterla vedere un'ultima volta, ma nel contempo desideroso di convincersi che lei non sia morta davvero. Preso da un attimo di delirio, Alberto sparerà al cadavere e si suiciderà.

## Edizioni
- Carlo Dossi, Vita di Alberto Pisani, Luigi Perelli Editore, 1870.